# Lachenalia hirta
Lachenalia hirta là một loài thực vật có hoa trong họ Măng tây. Loài này được (Thunb.) Thunb. mô tả khoa học đầu tiên năm 1794.